# 艺华影业有限公司
艺华影业有限公司是中华民国大陆时期的一家私营电影制片机构，1932年10月由严春堂投资创办，原名艺华影片公司。1933年9月改为现名。